# Peking-Lhasa-spoorlijn
De Peking-Lhasa-spoorlijn is een spoorlijn in China van de hoofdstad Peking naar Lhasa die in 2006 werd geopend. De bouw van het traject werd voltooid op 12 oktober 2005 en de eerste trein reed op 1 juli 2006.
De lijn is 2000 kilometer lang en bereikt een maximale hoogte van 5076 meter boven de zeespiegel, en is daarmee de hoogste ter wereld. De aanleg ving aan in 1984, er werd door circa 20.000 arbeiders aan gewerkt. Aan de lijn, die voert over het Tibetaans Hoogland, liggen 30 stations.
Drijvende kracht achter de bouw van de spoorlijn was de secretaris van het comité van de communistische partij van de Tibetaanse Autonome Regio, Guo Jinlong.
Jaarlijks zullen naar verwachting 400.000 passagiers over de lijn reizen. Wegens de grote hoogteverschillen wordt in de treinen in extra zuurstof voorzien.
Reeds na vier weken kreeg men te kampen met ernstige problemen: de ondergrond bleek minder stabiel dan gedacht waardoor delen van de lijn verzakten, en de jaks die zich vaak in kuddes naast en op de lijn bevinden zorgen regelmatig voor oponthoud.

## Traject Xining-Golmud
Het traject van Xining naar Station Golmud in de provincie Qinghai werd geopend in 1984. De lijn heeft een capaciteit van acht treinstellen die zijn uitgerust met een speciale zuurstofvoorziening voor elke passagier.

## Traject Golmud-Lhasa
Voor het traject tussen Golmud en Lhasa is een gezondheidskaart vereist. De kaart kan worden verkregen bij de aankoop van het treinkaartje. Passagiers moeten een gezondheidsdisclaimer lezen en een overeenkomst op te kaart tekenen wanneer ze de trein nemen. Op 28 augustus 2006 overleed een 75-jarige man uit Hongkong tijdens de treinreis.
De spoorweg kent het hoogst gelegen station ter wereld, Station Tanggula. Het station bevindt zich op een hoogte van 5068 meter en ligt op een afstand van 1 kilometer van de bergpas Tanggula dat de markering betekent tussen de grens van Tibet met de provincie Qinghai.
In de buurt van Golmud ligt de hoogste spoortunnel ter wereld, Fenghuoshan, die loopt door een laag permafrost. De langste tunnel in het traject is de Yangbajing-tunnel.
- Een trein die het Station Naqu nadert

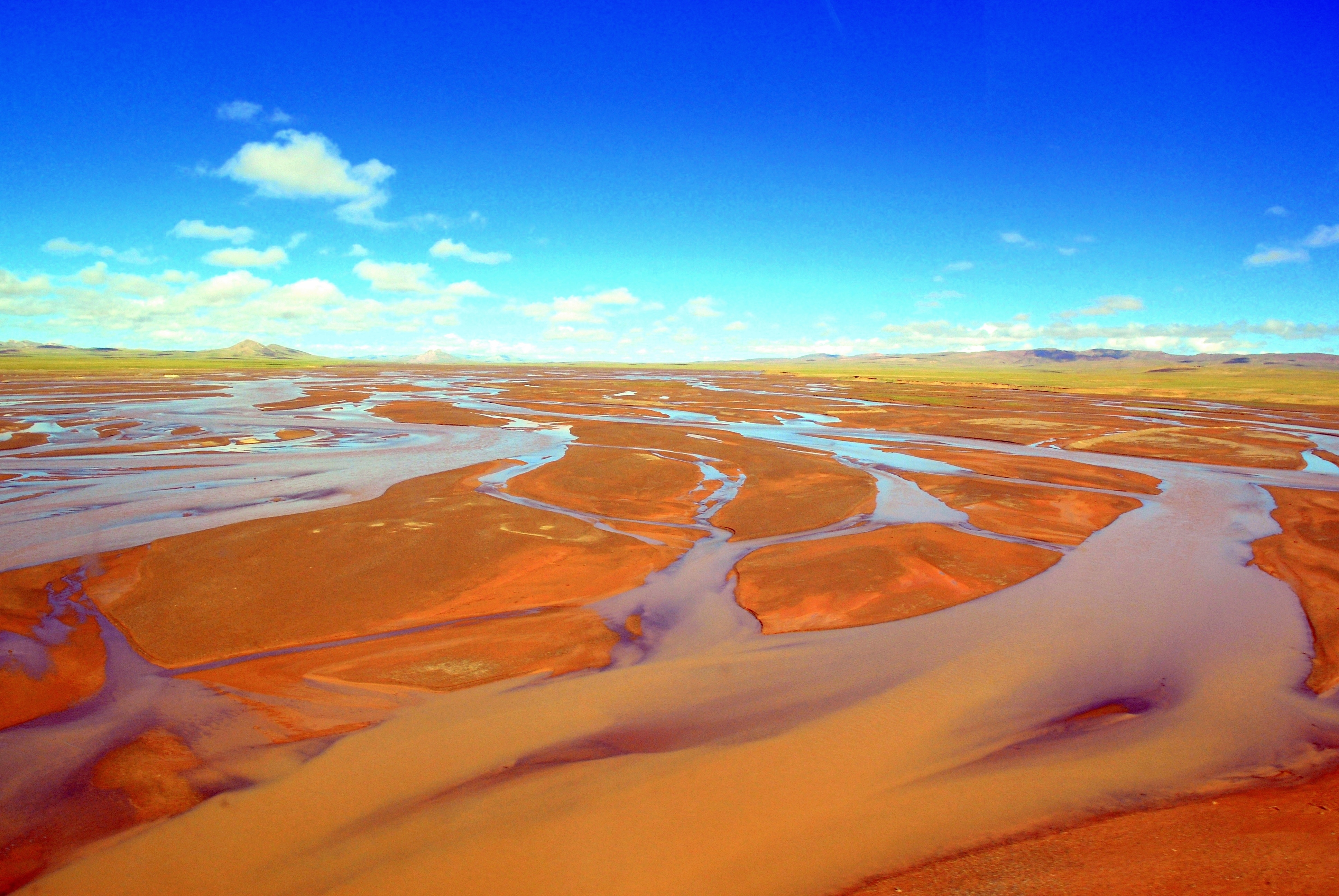
De Yangtze, gezien op de eerste brug op de lijn van de Peking-Lhasa-spoorweg